# (11547) Griesser
(11547) Griesser (1992 UP8) – planetoida z pasa głównego asteroid okrążająca Słońce w ciągu 3,59 lat w średniej odległości 2,34 j.a. Odkryta 31 października 1992 roku.